# Strangalia hamatipes
Strangalia hamatipes là một loài bọ cánh cứng trong họ Cerambycidae.